# Wendy Morton

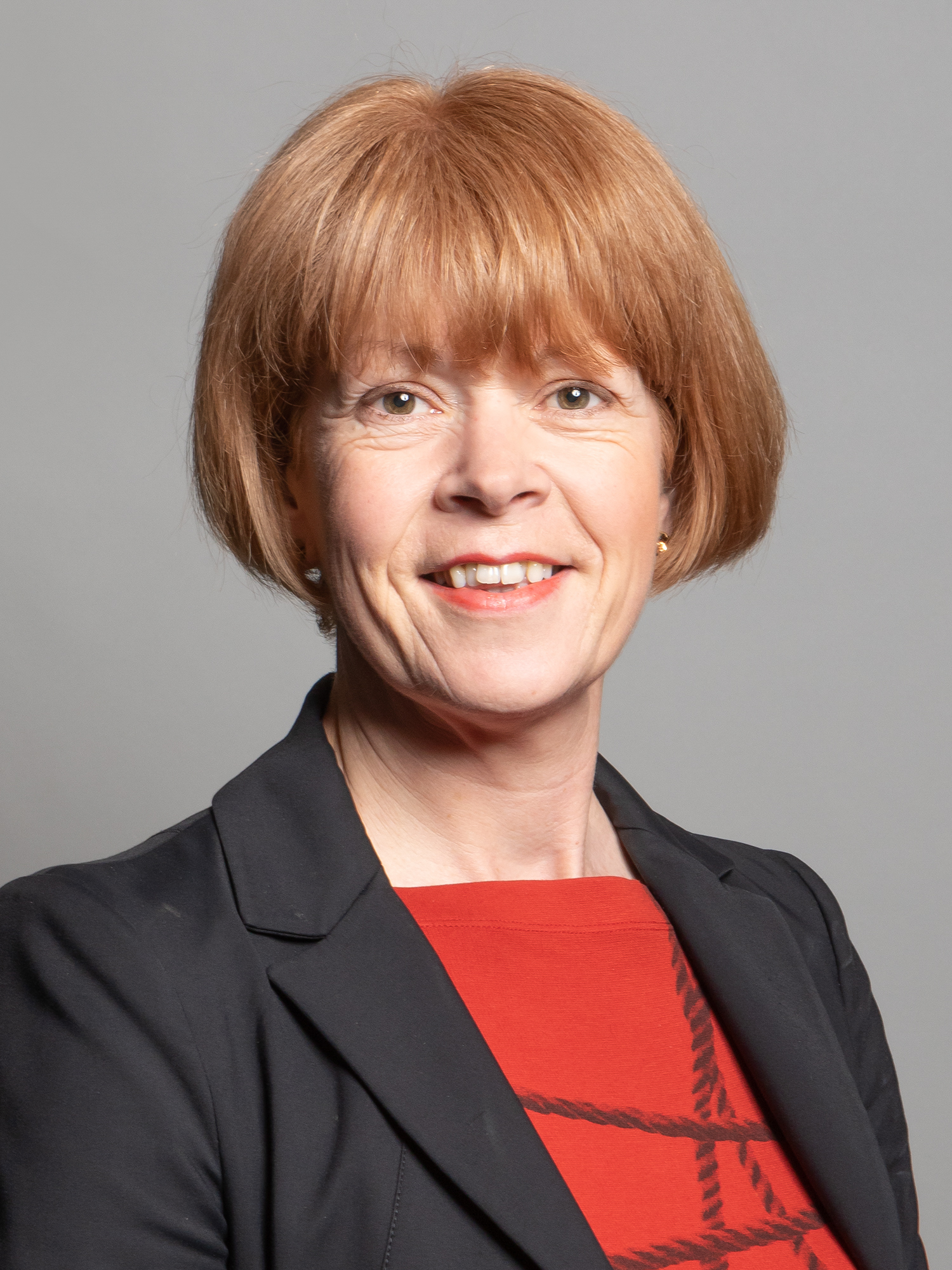
Wendy Morton (2020)

Wendy Morton (* 9. November 1967 in Northallerton, Yorkshire, England) ist eine britische Politikerin der Conservative Party, die seit 2015 Mitglied des Unterhauses (House of Commons) ist und verschiedene Regierungsämter bekleidete. Im Kabinett Truss war sie vom 6. September bis zum 25. Oktober 2022 als (Chief Whip of the Conservative Party) Parlamentarische Hauptgeschäftsführerin der Fraktion ihrer Partei im Unterhaus sowie zugleich Parlamentarische Sekretärin des Schatzamtes.

## Leben

### Studium, berufliche Laufbahn und erfolglose Unterhauskandidatur
Wendy Morton begann nach dem Besuch der Wensleydale School, einer Gesamtschule in Leyburn, ein Fernstudium der Betriebswirtschaftslehre an der Open University und schloss dieses mit einem Master of Business Administration (MBA) ab. Sie war zudem von 1987 und 1989 als Verwaltungsbeamtin im Außenministerium (Foreign, Commonwealth and Development Office) und darauf in verschiedenen Bereichen wie Wirtschaft, Vertrieb und Marketing tätig. Zusammen mit ihrem Mann gründete sie eine Elektronikfirma, die elektronische Geräte für die Agrarindustrie entwarf und herstellte. Sie trat bei der Unterhauswahl am 5. Mai 2005 im Wahlkreis Newcastle upon Tyne Central an, wo sie den dritten Platz belegte. Bei den darauf folgenden Unterhauswahlen am 6. Mai 2010 bewarb sie sich für die konservativen Tories im Wahlkreis Tynemouth, unterlag dort allerdings dem Wahlkreisinhaber Alan Campbell von der Labour Party. Nach ihrer Niederlage trat sie im September 2010 bei einer Nachwahl für den Rat des Metropolitan Borough North Tyneside (North Tyneside Council) für die Gemeinde Battle Hill an, wo sie jedoch ebenfalls nur den dritten Platz belegte.
Im Oktober 2014 versuchte Morton, als konservative Kandidatin für den Wahlkreis Richmond in North Yorkshire aufgestellt zu werden, wurde dort jedoch von Rishi Sunak, dem heutigen Premierminister, besiegt.

### Unterhausabgeordnete und Regierungsämter

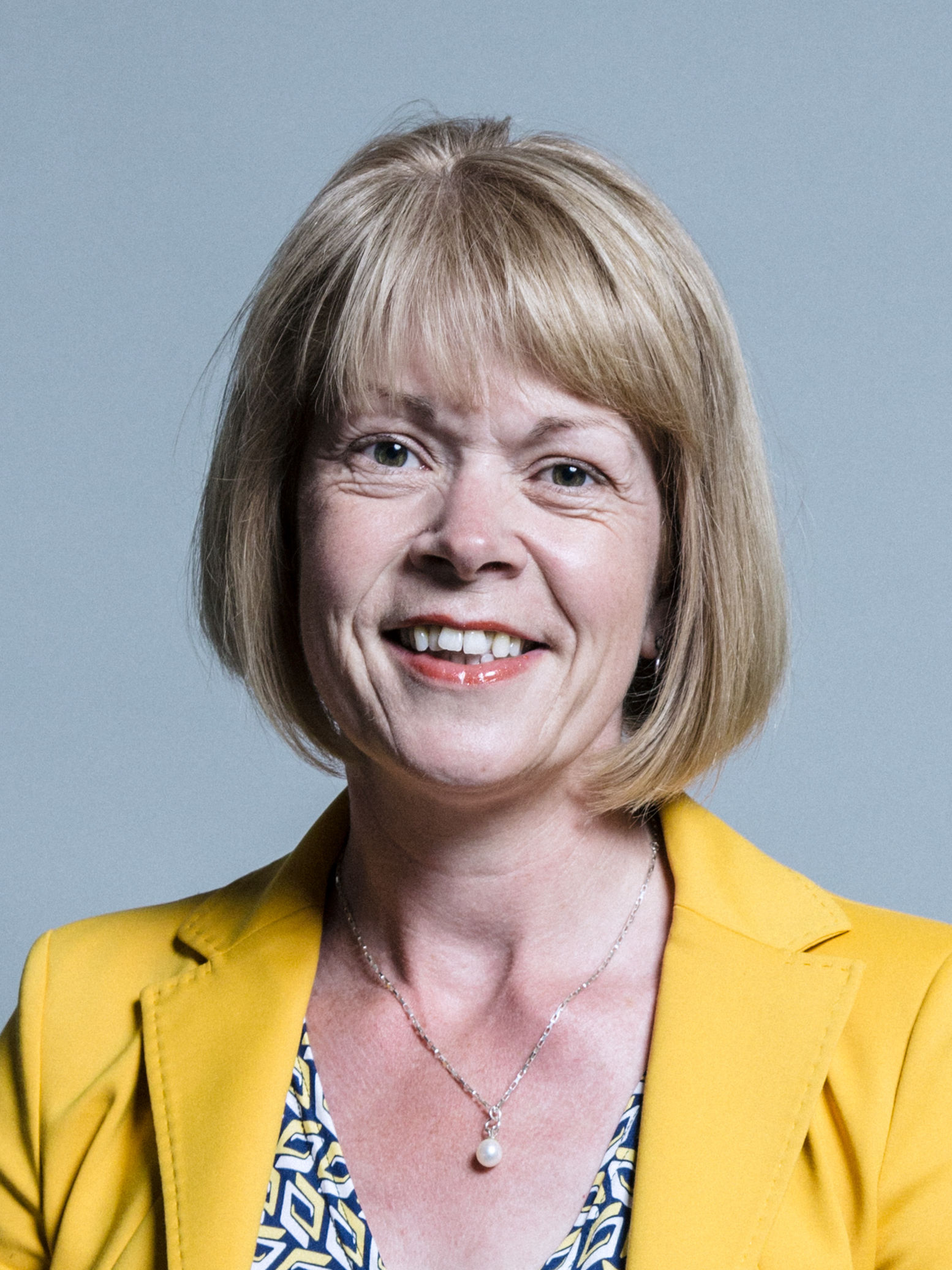
Wendy Morton (2017)

Bei der darauf folgenden Unterhauswahl am 7. Mai 2015 wurde Wendy Morton für die konservativen Tories im Wahlkreis Aldridge-Brownhills erstmals zum Mitglied des Unterhauses (House of Commons) gewählt und bei den Unterhauswahlen am 8. Juni 2017 und 12. Dezember 2019 jeweils wiedergewählt. Zu Beginn ihrer Parlamentszugehörigkeit engagierte sie sich in verschiedenen Ausschüssen und war zwischen dem 8. Juli 2015 und dem 3. Mai 2017 Mitglied des Ausschusses für Internationale Entwicklung (International Development Committee) und zugleich vom 12. Oktober 2015 bis zum 3. Mai 2017 Mitglied des Ausschusses für Regulierungsreformen (Committee on Regulatory Reforms) sowie ferner zwischen dem 10. Februar 2016 und dem 3. Mai 2017 Mitglied des Ausschusses für Rüstungsexportkontrolle (Committees on Arms Export Controls). Schließlich gehörte sie zwischen dem 13. Juni und dem 31. Oktober 2016 noch dem Unternehmensausschuss der Hinterbänkler (Backbench Business Committee) als Mitglied an.
Am 9. Januar 2018 übernahm sie im zweiten Kabinett May ihr erstes Regierungsamt und war bis zum Ende der Amtszeit von Premierministerin Theresa May am 26. Juli 2019 stellvertretende Parlamentarische Geschäftsführerin im Schatzamt (Assistant Whip, HM Treasury). Anschließend fungierte sie vom 26. Juli 2020 bis zum 13. Februar 2020 im ersten Kabinett und zweiten Kabinett von Boris Johnson zunächst als Parlamentarische Unterstaatssekretärin im Justizministerium (Parliamentary Under-Secretary, Ministry of Justice). Danach wurde sie im Rahmen der Kabinettsumbildung am 13. Februar 2020 Parlamentarische Unterstaatssekretärin im Ministerium für Auswärtiges und das Commonwealth (Minister of State, Foreign and Commonwealth Office). Nach einer neuerlichen Kabinettsumbildung bekleidete sie nach der Zusammenlegung des Ministeriums für Auswärtiges und das Commonwealth mit dem bisher eigenständigen Ministerium für Internationale Entwicklung vom 2. September 2020 bis zum 19. Dezember 2021 den Posten als Parlamentarische Unterstaatssekretärin im Ministerium für Auswärtiges, Commonwealth und Entwicklung (Minister of State, Foreign, Commonwealth and Development Office). Nachdem Premierminister Boris Johnson am 19. Dezember 2021 seine Regierung erneut umgebildet hatte, war sie vom 19. Dezember 2021 bis zum 9. Februar 2022 zunächst Parlamentarische Unterstaatssekretärin im Verkehrsministerium (Parliamentary Under-Secretary, Department for Transport) und nach einer neuerlichen Kabinettsumbildung vom 9. Februar 2022 bis zum Ende der Amtszeit Johnsons am 6. September 2022 Staatsministerin im Verkehrsministerium (Minister of State, Department for Transport). In diesen Funktionen war sie zudem seit dem 5. Januar 2022 zuständig für den Gesetzentwurf zur Pflichtversicherung von Kraftfahrzeugen (Motor Vehicles (Compulsory Insurance) Bill) sowie ab dem 2. Februar 2022 auch für den Gesetzentwurf für Taxis und private Mietfahrzeuge für Personen mit Behinderungen (Taxis and Private Hire Vehicles (Disabled Persons) Bill).
Im Kabinett Truss war sie vom 6. September bis zum 25. Oktober 2022 als (Chief Whip of the Conservative Party) Parlamentarische Hauptgeschäftsführerin der Fraktion ihrer Partei im Unterhaus sowie zugleich Parlamentarische Sekretärin des Schatzamtes (Parliamentary Secretary to the Treasury).